# 旷伟霖
旷伟霖（1958年—），中华人民共和国政治人物、外交官。
2010年，接替邱绍芳，担任中华人民共和国驻塞拉利昂大使。
2015年担任中國駐非盟使團團長。